# McDonnell Doodlebug
Le McDonnell Doodlebug est un avion léger construit et mis au point par James Smith McDonnell en 1927 dans le contexte d'une compétition de prototypes consacrée à la fiabilité.
Il s'est écrasé lors d'un vol de démonstration le 21 novembre 1929, il a été réparé mais en raison d'une panne de moteur il n'a pas pu participer à la compétition.